# 尼崎医療生活協同組合

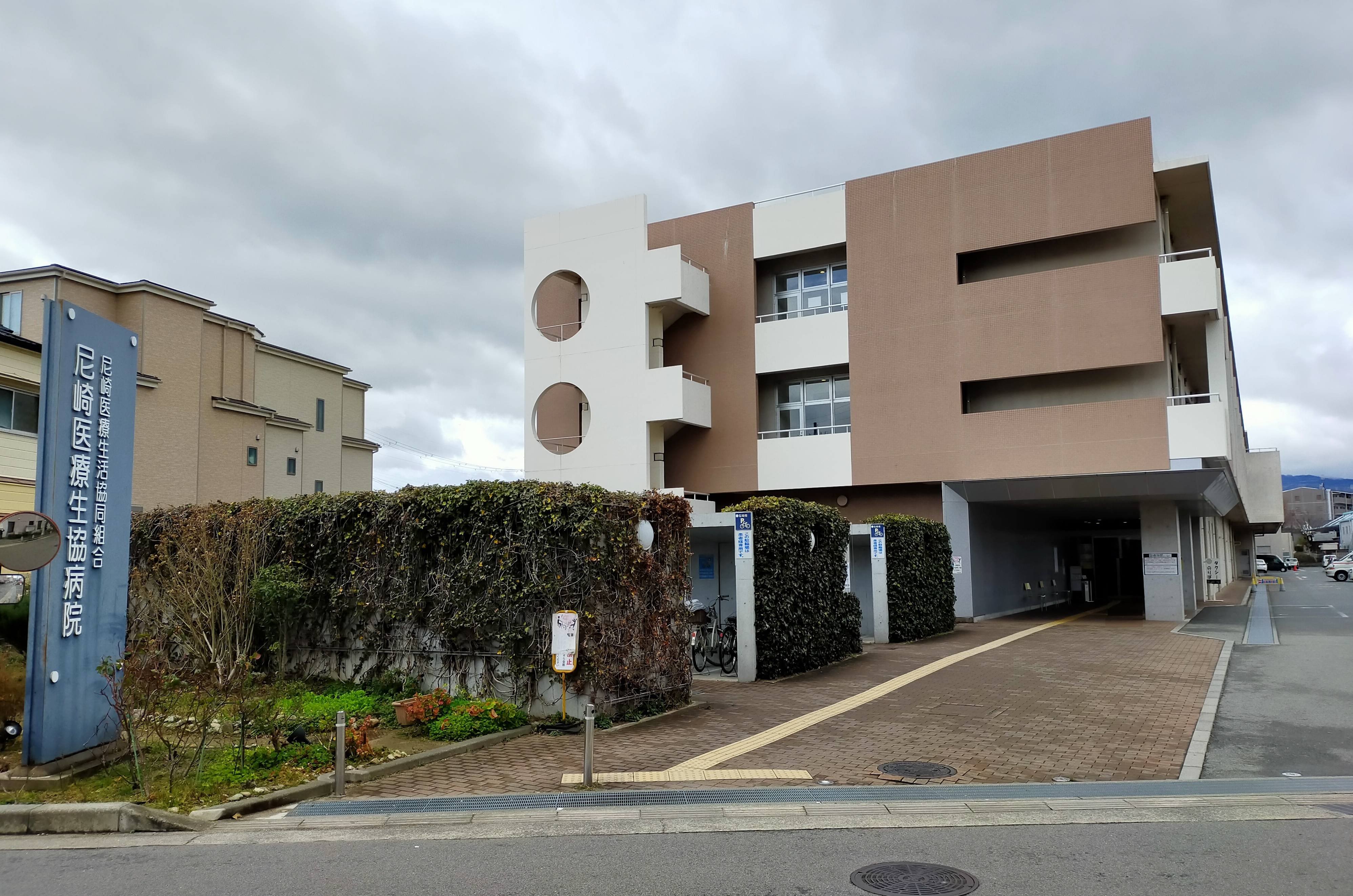
尼崎生協病院

尼崎医療生活協同組合（あまがさきいりょうせいかつきょうどうくみあい）は、兵庫県尼崎市南武庫之荘に本部を置く生活協同組合（医療生協）。

## 概要
日本医療福祉生活協同組合連合会加盟法人。全日本民主医療機関連合会(民医連)加盟法人。
1960年代に大気汚染が深刻であった尼崎で1963年7月、本法人が創立された。

## 組合員数・出資金
- 組合員数：58,333人（2020年3月31日現在）[2]
- 出資金：21億2,532万8,600円（2020年3月31日現在）[2]

## 尼崎医療生協病院
本法人の拠点病院。

## 医科診療所
（全医科診療所で無料低額診療事業実施）
- あおぞら生協クリニック（標榜診療科 - 内科 小児科 精神科 アレルギー科 放射線科 ）[3] - 尼崎市南武庫之荘11丁目12番1号
- 本田診療所(標榜診療科 - 内科、小児科、皮膚科、整形外科 インフルエンザ ） [3] - 尼崎市大庄西町2丁目29番15号
  - 2階:デイケア 3階:居宅介護支援 4階:訪問看護ステーション すずらん
- ナニワ診療所（標榜診療科 - 内科、皮膚科、放射線科、インフルエンザ）[3] - 尼崎市神田中通9丁目291番
- 長洲診療所（標榜診療科 - 内科、小児科、皮膚科、放射線科、インフルエンザ）[3] - 尼崎市長洲西通2丁目9番7号
- 潮江診療所（標榜診療科 - 内科、整形外科、皮膚科、放射線科、インフルエンザ）[3] - 尼崎市下坂部1丁目7番7号
- 東尼崎診療所（標榜診療科 - 内科、小児科、外科 整形外科、皮膚科、インフルエンザ）[3] - 尼崎市杭瀬北新町1丁目12番8号
- 戸ノ内診療所（標榜診療科 - 内科、小児科、放射線科、インフルエンザ）[3] - 尼崎市戸ノ内町3丁目29番8号

## 歯科診療所
（全歯科診療所で無料低額診療事業実施）
- 生協歯科（標榜診療科 - 歯科 小児歯科 歯科口腔外科 ）[3] - 尼崎市稲葉荘4丁目6番27号
- 戸ノ内歯科診療所（標榜診療科 - 歯科、小児歯科）[3] - 尼崎市戸ノ内町3丁目29番7号

## 介護事業所
- 老人保健施設ひだまりの里 - 尼崎市南武庫之荘11丁目12番1号
- 訪問看護ステーション菜の花 - 尼崎市南武庫之荘10丁目62番17号 在宅総合センターふる里 内
- 訪問看護ステーションすずらん - 尼崎市大庄西町2丁目29番15号（本田診療所4階）
- 訪問看護ステーションわかば - 尼崎市武庫之荘8丁目32番21号
- 訪問看護ステーションはるかぜ - 尼崎市潮江3丁目18番19-2号 2階
- ケアプランセンタ－潮江（居宅介護支援 ）- 尼崎市潮江3丁目18番19-2号 1階
- デイサ－ビス潮江（通所介護）- 尼崎市潮江3丁目18番19-2号 3階,4階
- ケアプランセンター くいせ（居宅介護支援 ）- 尼崎市杭瀬北新町1丁目12番8号(東尼崎診療所1階）
- 「中央西」地域包括支援センター - 尼崎市神田中通9番291号（ナニワ診療所2階へ併設）

## 関連人物
- 杉山貴士 - 社会福祉士 著述業 - 当組合事務職員。